# Tellina modesta
Tellina modesta är en musselart som först beskrevs av Carpenter 1864.  Tellina modesta ingår i släktet Tellina och familjen Tellinidae. Inga underarter finns listade i Catalogue of Life.